# Жюль Дютрей де Рен
Жуль Дютрей де Рен (фр. Jules-Léon Dutreuil de Rhins; 2 січня 1846, Ліон — 5 червня 1894, Тибет) — французький географ і мандрівник, який загинув у Тибеті.

## Біографія
Після навчання у Військово-морській академії він розпочав свою кар'єру у торговому флоті. Під час французької інтервенції до Мексики він перейшов на службу до військово-морського флоту, а потім знову повернувся до торгового флоту як капітан торговельного судна. Його першим досягненням на терені географії була картографічна зйомка Аннама 1876 року. 1881 року він представив нову французьку карту Індокитаю, потім 1883 року він супроводжував Саворньяна де Бразза у його розвідувальній місії у Західній Африці.
Після «осілого» періоду з 1884 по 1890, під час якого він працював на сховищі карт і планів військово-морського флоту, Дютрей де Рен вирішив організувати наукову експедицію в Центрально-Азійське нагір'я. Туди він вирушив через Росію: 4 лютого 1891 р. начальник Головного штабу М. М. Обручєв видав посвідчення про пропуск Дютрєя та його молодшого співробітника Фернана Гренара «від м. Батума через Закавказький край, Закаспійську область та Туркестанський край до Китайських меж», просячи військова влада про сприяння мандрівникам. Французи перетнули російсько-китайський кордон вже 20 травня 1891. В основному експедиція проходила в Східному Туркестані (сучасний Сіньцзян) та Тибеті. Дютрей де Рен не отримав можливості повністю втілити задумане, оскільки 5 червня 1894 був убитий під час зіткнення з нголоками недалеко від міста Томбундо (нині належить до провінції Цинхай, КНР). Результати цієї експедиції були опубліковані в 1897—1898 роках Ф. Гренаром під назвою «Mission scientifique dans la Haute-Asie» (Наукова експедиція у Високу Азію).

## Праці
- «Le royaume d'Annam et les Annamites» (П., 1879);
- «Carte de l'Inde Chine orientale» (П., 1881; II вип., 1886);
- «Congo français» (карта, П., 1883, текст 1885);
- «Mémoire géographique sur le Tibet oriental» (в журн. «Bulletin de la Société de çéographie de Paris» за 1887 р. і в «L'Asie centrale», з атласом, П., 1889);
- «Mission scientifique dans la Haute Asie 1890—95»;
- «Le Turkestan et le Tibet» (П., 1898).